# NGC 6209
NGC 6209 (również PGC 59252) – galaktyka spiralna (Sbc), znajdująca się w gwiazdozbiorze Ptaka Rajskiego. Odkrył ją John Herschel 28 czerwca 1835 roku.
W galaktyce tej zaobserwowano supernowe SN 1998cx i SN 2009fz.